# Jean Coralli
Jean Coralli Peracini (París, 15 de enero de 1779 - ibíd. 1 de mayo de 1854) fue un bailarín y coreógrafo francés de origen italiano.

## Biografía
Estudió en la Escuela de Ballet de la Ópera de París con el maestro Pierre Gardel. Bailó por primera vez, cuando tenía 23 años, en el Teatro de la Ópera.
Su primera experiencia coreográfica fue en Viena en el año 1800 y desde los años 1815 y hasta 1825 coreografió y bailó en las compañías de ballet de Londres, Milán y Viena. Luego, en 1825 regresa a París.
En 1826 el Théâtre de la Porte Saint-Martin de París lo nombra Maestro de Ballet y para este teatro creó numerosos ballets.
Coralli se convirtió en Maestro de Ballet del Théâtre de l'Académie Royal donde, después de un tiempo repusieron algunas de sus obras.
Algunas de las coreografías de Jean Coralli son: La Tempête (La tempestad), Le Diable Boiteux (El diablo cojo), La tarentule (La tarántula), Giselle (junto con Jules Perrot) y La Péri.
- Datos: Q717913
- Multimedia: Jean Coralli / Q717913